# Endiandra bullata
Endiandra bullata är en lagerväxtart som först beskrevs av C. K. Allen, och fick sitt nu gällande namn av André Joseph Guillaume Henri Kostermans. Endiandra bullata ingår i släktet Endiandra och familjen lagerväxter. Inga underarter finns listade i Catalogue of Life.